# Độ điện thẩm

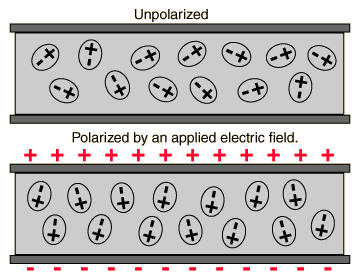
Một môi trường điện môi cho thấy hiện tượng các điện tích định hướng tạo nên sự phân cực. Một môi trường như thế có thể có tỉ lệ điện thông với điện tích thấp hơn (độ điện thẩm cao hơn) chân không.

Trong điện từ học, độ điện thẩm tuyệt đối, thường gọi là độ điện thẩm (tiếng Anh: permittivity) và ký hiệu bằng chữ cái Hy Lạp ε (epsilon), là một đại lượng thể hiện tính phân cực điện của một điện môi. Dưới tác dụng của điện trường, một vật liệu với độ điện thẩm cao phân cực nhiều hơn vật liệu có độ điện thẩm thấp, qua đó tích trữ nhiều năng lượng hơn. Trong điện tĩnh học, độ điện thẩm đóng vai trò quan trọng trong việc xác định điện dung của một tụ điện.
Trong trường hợp đơn giản nhất, trường dịch chuyển điện D gây ra bởi một điện trường E là
{\displaystyle \mathbf {D} =\varepsilon \mathbf {E} .}
Tổng quát hơn, độ điện thẩm là một hàm trạng thái nhiệt động lực học. Nó có thể phụ thuộc vào tần số, độ lớn, và hướng của trường được áp dụng. Đơn vị SI cho độ điển thẩm là farad trên mét (F/m).
Độ điện thẩm còn hay được biểu diễn bằng độ điện thẩm tương đối εr, tức là tỉ số của độ điện thẩm tuyệt đối ε và độ điện thẩm chân không ε0
{\displaystyle \kappa =\varepsilon _{\mathrm {r} }={\frac {\varepsilon }{\varepsilon _{0}}}}.
Đại lượng không thứ nguyên này cũng hay được gọi là độ điện thẩm. Một cụm từ khác để chỉ cả độ điện thẩm tuyệt đối và tương đối là hằng số điện môi, nhưng ngày nay ít được dùng trong cả vật lý, kỹ thuật và hóa học.
Theo định nghĩa, chân không có độ điện thẩm tương đối bằng đúng 1, còn không khí ở đktc có độ điện thẩm tương đối κkk ≈ 1.0006.
Độ điện thẩm tương đối liên hệ với độ cảm điện (χ) theo công thức:
{\displaystyle \chi =\kappa -1}
cũng có thể viết thành
{\displaystyle \varepsilon =\varepsilon _{\mathrm {r} }\varepsilon _{0}=(1+\chi )\varepsilon _{0}}

## Đơn vị
Đơn vị chuẩn SI cho độ điện thẩm là farad trên mét (F/m hay  F·m−1).
{\displaystyle {\frac {\text{F}}{\text{m}}}={\frac {\text{C}}{{\text{V}}{\cdot }{\text{m}}}}={\frac {{\text{C}}^{2}}{{\text{N}}{\cdot }{\text{m}}^{2}}}={\frac {{\text{C}}^{2}{\cdot }{\text{s}}^{2}}{{\text{kg}}{\cdot }{\text{m}}^{3}}}}

## Giải thích
Trong điện từ học, trường dịch chuyển điện D biểu diễn sự phân bố điện tích trong một môi trường khi có mặt điện trường E. Phân bố này bao gồm sự dịch chuyển điện tích và tái định hướng lưỡng cực điện. Mối quan hệ giữa trường dịch chuyển điện với độ điện thẩm trong trường hợp đơn giản nhất, tức vật liệu tuyến tính, đồng nhất, đẳng hướng và phản hồi "tức thời" đến thay đổi trong điện trường, là:
{\displaystyle \mathbf {D} =\varepsilon \mathbf {E} }
trong đó độ điện thẩm ε là một đại lượng vô hướng. Nếu môi trường dị hướng, độ điện thẩm là một tensor hạng hai.
Nhìn chung, độ điện thẩm không phải là một hằng số, và có thể thay đổi tùy thuộc vào vị trí trong môi trường, tần số của điện trường, nhiệt độ, độ ẩm, và những yếu tố khác. Trong một môi trường phi tuyến, độ điện thẩm có thể phụ thuộc vào cường độ của điện trường. Độ điện thẩm dưới dạng hàm của tần số có thể có giá trị là số thực hoặc số phức.
Trong hệ SI, độ điện thẩm có đơn vị là farad trên mét (F/m hay A2·s4·kg−1·m−3). Trường dịch chuyển D được đo bằng coulomb trên mét vuông (C/m²), còn cường độ điện trường E có đơn vị volt trên mét (V/m). D và E mô tả sự tương tác giữa các vật thể mang điện, với D liên quan đến mật độ điện tích của những tương tác đó, còn E liên quan đến lực hay hiệu điện thế.

## Độ điện thẩm chân không
Độ điện thẩm chân không ε0 (còn gọi là hằng số điện) là tỉ số D/E trong chân không. Nó cũng liên quan đến hằng số Coulomb ke.
{\displaystyle k_{\text{e}}={\frac {1}{4\pi \varepsilon _{0}}}}
Giá trị của nó là
{\displaystyle \varepsilon _{0}\ {\stackrel {\mathrm {def} }{=}}\ {\frac {1}{c_{0}^{2}\mu _{0}}}={\frac {1}{35\,950\,207\,149.472\,7056\pi }}{\text{ F/m}}\approx 8.854\,187\,8176\ldots \times 10^{-12}{\text{ F/m }}}
trong đó
- c0 là tốc độ ánh sáng trong chân không,[a]
- µ0 là độ từ thẩm chân không.

Hằng số μ0 vốn được định nghĩa với giá trị chính xác trong hệ SI trước năm 2019. Sau lần tái định nghĩa năm 2019, với sự thay đổi của định nghĩa đơn vị ampere, giá trị của μ0 không còn là một số chính xác mà phải được xác định bằng thực nghiệm.

## Độ điện thẩm tương đối
Độ điện thẩm tuyến tính của một vật liệu đồng chất thường được tính so với độ điện thẩm chân không, gọi là độ điện thẩm tương đối εr (còn gọi là hằng số điện môi, tuy nhiên thuật ngữ này không còn được sử dụng). Trong một vật liệu dị hướng, độ điện thẩm tương đối có thể là một tenxơ, gây ra hiện tượng lưỡng chiết. Độ điện thẩm tuyệt đối có thể tính bằng cách nhân độ điện thẩm tương đối với ε0:
{\displaystyle \varepsilon =\varepsilon _{\mathrm {r} }\varepsilon _{0}=(1+\chi )\varepsilon _{0},}
trong đó χ (hoặc χe) là độ cảm điện của vật liệu.
Độ cảm điện là hằng số tỷ lệ (có thể là tenxơ) liên hệ giữa điện trường E với mật độ phân cực điện môi P sao cho
{\displaystyle \mathbf {P} =\varepsilon _{0}\chi \mathbf {E} ,}
trong đó ε0 là độ điện thẩm chân không.
Độ cảm điện của một môi trường và độ điện thẩm tương đối εr có quan hệ:
{\displaystyle \chi =\varepsilon _{\mathrm {r} }-1.}
Đối với chân không thì χ = 0.
Độ cảm điện cũng liên quan đến tính phân cực của các hạt riêng lẻ trong môi trường theo liên hệ Clausius–Mossotti.
Dịch chuyển điện D cũng liên quan đến mật độ phân cực P theo công thức
{\displaystyle \mathbf {D} =\varepsilon _{0}\mathbf {E} +\mathbf {P} =\varepsilon _{0}(1+\chi )\mathbf {E} =\varepsilon _{\mathrm {r} }\varepsilon _{0}\mathbf {E} .}
Độ điện thẩm ε và độ từ thẩm µ của một môi trường cùng nhau xác định vận tốc pha v = c/n của bức xạ điện từ đi qua môi trường đó:
{\displaystyle v^{2}={\frac {1}{\varepsilon \mu }}.}

## Ứng dụng

### Xác định điện dung
Điện dung của một tụ điện phụ thuộc vào thiết kế và chất liệu của nó, chứ không thay đổi khi ta nạp và xả điện. Công thức tính điện dung của một tụ điện bản song song là
{\displaystyle C=\varepsilon \ {\frac {A}{d}}}
trong đó A là diện tích của một bản, d là khoảng cách giữa hai bản tụ, và ε là độ điện thẩm của môi trường phân cách hai bản tụ. Công thức trên cũng có thể viết theo độ điện thẩm tương đối κ như sau
{\displaystyle C=\kappa \ \varepsilon _{0}{\frac {A}{d}}}

### Định luật Gauss
Định luật Gauss liên hệ giữa độ điện thẩm với điện thông (và rộng hơn là điện trường). Cụ thể, định luật Gauss phát biểu rằng với một bề mặt Gauss S đóng:
{\displaystyle \Phi _{E}={\frac {Q_{\text{enc}}}{\varepsilon _{0}}}=\oint _{S}\mathbf {E} \cdot \mathrm {d} \mathbf {A} }
trong đó ΦE là điện thông đi qua bề mặt, Qenc là điện tích bên trong bề mặt Gauss đó, E là vectơ điện trường tại một điểm trên bề mặt, và d A là vectơ diện tích vi phân trên bề mặt Gauss đang xét.
Nếu bề mặt Guass này bao quanh điện tích đối xứng và đều, công thức trên có thể được đơn giản hóa thành:
{\displaystyle EA\cos(\theta )={\frac {Q_{\text{enc}}}{\varepsilon _{0}}}}
trong đó θ là góc giữa điện trường và pháp tuyến với S.
Nếu tất cả đường sức điện tạo với bề mặt một góc 90° thì công thức trên trở thành
{\displaystyle E={\frac {Q_{\text{enc}}}{\varepsilon _{0}A}}}
Vì diện tích về mặt của hình cầu là 4πr2, điện trường tại điểm cách điện tích đều hình cầu đó một khoảng r là
{\displaystyle E={\frac {Q}{\varepsilon _{0}A}}={\frac {Q}{\varepsilon _{0}\left(4\pi r^{2}\right)}}={\frac {Q}{4\pi \varepsilon _{0}r^{2}}}={\frac {kQ}{r^{2}}}}
trong đó k là hằng số Coulomb. Công thức này có thể được áp dụng cho điện trường gây ra bởi một điện tích điểm, ngoài một khối cầu hoặc mặt cầu dẫn điện, ngoài một quả cầu tích điện đều, hoa75c giữa hai bản của một tụ điện hình cầu.

## Đo đạc
Độ điện thẩm tương đối của một vật liệu có thể được tính bằng nhiều pháp đo tĩnh điện. Độ điện thẩm phức được tính qua nhiều dải tần số bằng cách sử dụng phổ học điện môi, đi gần 21 bậc độ lớn từ 10−6 đến 1015 hertz. Ngoài ra, sử dụng cryostat và lò nung, tính chất điện môi của vật liệu có thể được đo qua nhiều khoảng nhiệt độ. Để nghiên cứu hệ thống với những trường kích thích đa dạng như vậy, một số thí nghiệm được sử dụng, mỗi cái cho một khoảng tần số nhất định.